# Wangan Midnight
Wangan Midnight (湾岸ミッドナイト Wangan Middonaito?) es un manga japonés escrito e ilustrado por Michiharu Kusunoki. Fue publicado primero en Big Comic Spirits de Shogakukan desde 1990, pero más tarde fue publicado en la de Kodansha Young Magazine, en la que también se publica el manga Initial D de Shūichi Shigeno. En 1999, ganó el Premio Kodansha Manga para manga en general. Años antes que el manga fuese creado, Michiharu Kusunoki trabajó en una serie similar conocido como Shakotan Boogie.
El manga Wangan Midnight terminó con un volumen de 42, pero se ha seguido con un nuevo arco llamado Wangan Midnight C1 Runner (湾岸ミッドナイト C1ランナー?) con otros 12 volúmenes. Se terminó en julio de 2012. El tercer arco se inició en 2014, pero debido al cambio de la editorial ya no fue bajo el nombre Wangan Midnight y fue renombrado a Ginkai Star Speed (銀灰 のスピ ードスター?).
La serie ha sido adaptada en varias películas de imagen real, videojuegos, y una serie de anime de televisión. El anime comenzó a transmitirse en Japón el 8 de junio de 2007, sobre la cadena de televisión por satélite de anime Animax, producido por OB Planing.

## Argumento
La historia se desarrolla en la autopista Vía Express Metropolitana de Tokio a la orilla de la bahía denominada Wangan, la vía más recta de Japón. Los conductores tienen que lidiar con el denso tráfico así como con camiones pesados, debido a esto, la acción es intrínsecamente peligrosa y los accidentes son frecuentes a causa de averías de motores que han sido llevados al límite.
Un día, Akio Asakura, un estudiante de secundaria en su último año de estudios, se encuentra conduciendo su Nissan Fairlady Z (300ZX Z31) acompañado de su amigo y dos chicas que se encuentran en las plazas traseras a lo largo de la Vía Express cuando desafía a Tatsuya Shima, un médico en su Porsche 911 Turbo (964) negro apodado el "Blackbird" (Pájaro Negro), Akio lucha por salir victorioso en el duelo pero es derrotado. Decidido a ser más competitivo con un coche más rápido, se dirige al depósito de chatarra recomendado por su amigo mecánico que le ha informado que ha visto una unidad S30 Z en relativamente buen estado. Cuando descubre el Nissan Fairlady Z (S30) de color azul medianoche desechado en el depósito recuerda haber visto este coche hace unos años con una bella chica viajando en el asiento del pasajero. Intrigado al ver cómo un vehículo deportivo clásico como éste está a punto de ser convertido en chatarra, convence al propietario de la chatarrería para que se lo venda. El propietario del lugar informa a Akio sobre el pasado del vehículo y le advierte que el anterior dueño murió en un accidente de tráfico y que debido a la forma en la que se desarrollaron los acontecimientos sospecha que éste está maldito. A pesar de las advertencias, Akio adquiere el vehículo y pasado un tiempo en el taller invirtiendo tiempo y dinero donde logra ponerlo a punto de carrocería y mecánica, llega el día de sacarlo a carretera donde pronto descubre que el coche es sorprendentemente rápido debido a la extraordinaria puesta a punto del motor L28 con carburadores triples, doble turbo y 3,1 litros. También descubre para su sorpresa que uno de los anteriores propietarios del vehículo comparte su nombre y apellido y habría muerto en un terrible accidente hace pocos años.
Cada persona que toma posesión del vehículo y se pone al volante del Z termina sufriendo un accidente tras perder el control, como si el coche tuviera vida propia y se rebelara contra su conductor. Debido a este siniestro pasado, el Fairlady Z azul medianoche es conocido como "The Devil Z" (El Z Diabólico).

## Personajes
Akio Asakura (朝倉アキオ Asakura Akio?)
Seiyū: Shun Oguri
Akio Asakura es un corredor ambicioso que comenzó a competir desde que era muy joven en las carreras de coches. La historia comienza cuando Akio se encuentra en su último año de secundaria, en sus inicios conducía su Nissan Fairlady Z (300ZX Z31) rojo hasta que después de una humillante derrota contra Tatsuya Shima, descubrió el "Devil Z", un Nissan Fairlady Z (S30Z) de 620 cv (460 kW) sobrenaturalmente rápido y extremadamente difícil de conducir.
Akio es un chico muy popular entre las chicas de su escuela como se puede ver en un episodio del anime cuando saludó a su amiga Rumi Shimada una mañana, todas las chicas que presenciaron ese momento reflejaron en sus caras una mirada que parecía gritar "¡SQUEE!" (hacer un sonido alto y largo porque estás muy feliz o emocionado), pero Akio está tan absorto con el Devil Z y las carreras callejeras que no se da cuenta de las reacciones que provoca en sus compañeras de Instituto. Es considerado una leyenda en Wangan, es un joven humilde y amable pero está tan comprometido con participar en carreras con su Devil Z que se salta las clases del Instituto donde estudia hasta el punto de verse obligado a repetir exámenes si quiere progresar en su educación académica.
Debido a que faltó a muchas clases durante el año, Akio tuvo que repetir un año de Instituto y sus compañeras de clase lloraron a consecuencia de esto. Aunque se ha relacionado con Reina Akikawa, tiene problemas para formar relaciones íntimas con las mujeres. Trabajaba por las noches de camarero en el Midnight Club, pero fue despedido debido a que el local se declaró en quiebra, renunció a Midnight Club de igual forma que lo hizo Keiichirō Aizawa. (El local Midnight Club no volvió a ser mencionado en los volúmenes sucesivos del manga y episodios del anime).
Akio es un personaje habitual en la activa escena social del corazón de Tokio y si ya era un corredor consumado con su Nissan Fairlady Z (300ZX), al volante del Nissan Fairlady Z (S30Z) se muestra casi invencible, puede conducir prácticamente cualquier bólido que desee ya que se adapta fácilmente al pilotaje de todo coche deportivo que caiga en sus manos.
Tatsuya Shima (島達也 Shima Tatsuya?)
Seiyū: Shin'ichirō Miki
Tatsuya Shima es el principal adversario de Akio Asakura, ya que Akio es el único que le desafía con regularidad. Conduce un Porsche 911 Turbo (964), llamado "Blackbird" con un motor de serie de 470 cv (350 kW) presentado en el anime y manga. Tatsuya encargó a Jun Kitami (el hombre que construyó el Devil Z) que afinara su Porsche al observar que Akio es cada vez más veloz con su Nissan Fairlady Z (S30Z).
Jun Kitami, mecánico preparador de coches conocido como el "El Preparador del Diablo", establece en el Porche de Tatsuya un reglaje de suspensión aún más deportivo, añade otro turbo boost y actualiza la centralita del motor para que el "Blackbird" acabe entregando 800 cv de potencia (600 kW) y siga siendo competitivo contra el Devil Z. Tatsuya es un conductor de gran talento y durante el transcurso del anime solo ha estado involucrado en un incidente de carretera (durante la conducción, sumergido en un pensamiento profundo, no se percató de la existencia de unos sujetos ebrios en el camino, trató de esquivarlos, evitó a un taxi y terminó golpeando tan sólo un poste por fortuna).
Él conoce bien las características de su vehículo y sus límites y nunca se arriesgará a sufrir un desastre automovilístico empujándolo más allá de sus márgenes de seguridad. No seguir esta regla le costó un par de combates, pero siempre aprende de sus fracasos para regresar con más determinación que nunca. Es un cirujano / médico con mucha destreza al volante y utiliza su gran salario para preparar su Porsche.
Reina Akikawa (秋川零奈 Akikawa Reina?)
Seiyū: Reiko Suhō
Reina es una modelo muy atractiva que presenta un programa de televisión llamado Drive Go Go! (donde se discuten las últimas tendencias del mundo del automovilismo). Se encuentra a Akio en el Wangan y se obsesiona con él y con el Devil Z, incluso tratando de llevar al Devil Z para un paseo una noche (distrajo al dueño del Devil Z, Akio, pidiéndole que le compre una bebida (después de identificarse usando un cartel cercano que anuncia una bebida, completa con la palabra bebida)).
Después de ajustar y modificar su Nissan Skyline GT-R (R32) de Kazuhiko Yamamoto de YM Speed, descubre una aptitud previamente desconocida para las carreras callejeras (algo que no encaja muy bien con su mánager).
Ella es muy sociable y tiene muchos conocidos, pero no tiene amigos de verdad. Si bien es una ídolo, está vestida con bastante modestia. Ella ha hecho algunas incursiones leves con Akio. Como la mayoría de las mujeres de la serie, Reina es muy sensible y estalla en lágrimas fácilmente en algunos volúmenes y en un episodio del anime, aunque se calma considerablemente en volúmenes posteriores. En el manga, su cabello es rizado, pero en volúmenes posteriores del manga (y el anime), tiene el pelo liso.

## Media

### Manga
Wangan Midnight está escrito e ilustrado por Michiharu Kusunoki. La serie fue publicada por primera vez brevemente en Big Comic Spirits de Shogakukan en 1990 y trasladado a Young Magazine de Kōdansha, donde funcionó desde 1992 hasta 2008. La serie fue compilado en cuarenta y dos volúmenes de tankōbon publicados del 5 de enero de 1993 al 26 de diciembre de 2008. Una secuela titulada Wangan Midnight: C1 Runner comenzó en 2008 y finalizó en 2012. Se compiló en doce volúmenes tankōbon publicados entre el 6 de noviembre de 2009 y el 5 de octubre de 2012. Una tercera serie titulada Ginkai no Speed Star fue serializada en Big Comic Spirits del 11 de agosto de 2014 al 13 de abril de 2015. Shogakukan compiló la serie en dos volúmenes tankōbon publicados el 28 de noviembre de 2014 y el 29 de mayo de 2015. Una cuarta secuela titulada Shutoko SPL - Ginkai no Speedster comenzó en la revista Monthly Young de Kōdansha el 20 de septiembre de 2016. El primer volumen de tankōbon se publicó el 5 de enero de 2018. La serie se compiló en cuatro volúmenes tankōbon a partir de septiembre de 2019.

### Anime
En la Feria del Anime de Tokio de 2007, OB Planning anunció la producción de una serie animada basada en el manga, y emitida en un canal de pago por evento de Animax en junio de 2007, la serie fue coproducida por el estudio, A.C.G.T, bajo la dirección de Tsuneo Tominaga. El anime consta de 26 episodios. La serie fue lanzada en DVD con el decimotercer volumen llegando al número 29 en la lista de ventas de Oricon para DVD de animación japonesa en noviembre de 2008. El tema de apertura japonés para la serie es Lights and Anymore de TRF; la apertura presenta clips del Devil Z de Akio, los 3 personajes principales del programa, y también presenta al Devil Z de Akio compitiendo contra el Blackbird de Shima. El tema de cierre es Talkin 'Bout Good Days de Mother Ninja.

### Películas
La serie se adaptó a una serie de películas directas a video en 1991, 1993, 1994, 1998, 2001 y 2009.
- Wangan Midnight (湾岸MidNight), 1991
- Wangan Midnight II (湾岸ミッドナイトII), 1993
- Wangan Midnight III (湾岸ミッドナイトIII), 1993
- Wangan Midnight IV (湾岸ミッドナイト4), 1993
- Wangan Midnight Special Director's Cut Complete Edition (湾岸ミッドナイトスペシャル ディレクターズカット完全版), 1994
- Wangan Midnight Final: GT-R Legend – Act 1 (湾岸ミッドナイト FINAL ~GT-R伝説 ACT1~), 1994
- Wangan Midnight Final: GT-R Legend – Act 2 (湾岸ミッドナイト FINAL ~GT-R伝説 ACT2~), 1994
- Devil GT-R Full Tuning (魔王GT-R チューニングのすべて), 1994
- Showdown! Devil GT-R (対決!魔王GT-R), 1994
- Wangan Midnight S30 vs. Gold GT-R – Part I (新湾岸ミッドナイト S30vsゴールドGT-R Part I), 1998
- Wangan Midnight S30 vs. Gold GT-R – Part II (新湾岸ミッドナイト S30vsゴールドGT-R Part II), 1998
- Wangan Midnight Return (湾岸ミッドナイト リターン), 2001
- Wangan Midnight: The Movie (湾岸MidNight Movie), 2009

### Wangan Midnight: The Movie
El 12 de septiembre de 2009, Jolly Roger y Geneon Universal Entertainment lanzaron una adaptación de acción en vivo del manga, titulada Wangan Midnight: The Movie. La película fue filmada en San Mateo y Rizal de Zamboanga del Norte, Filipinas, como un sustituto de las escenas de carreras de autopistas. Al igual que la serie de anime anterior y las características de video, Wangan Midnight: The Movie se centra en el "Devil Z" de Akio Asakura y la rivalidad con el "Blackbird" de Tatsuya Shima.

## Juegos
La serie se ha adaptado a una serie de videojuegos, desarrollados por Bandai Namco Amusement.

### Wangan Midnight(2001)
Wangan Midnight, desarrollado por Genki y lanzado el 2 de febrero de 2001 como un juego de arcade, se parece mucho a Shutokou Battle. El objetivo es drenar el Medidor de Vida del oponente manteniendo una ventaja importante o haciendo que el oponente choque contra las cosas.
El 20 de diciembre de 2001, Wangan Midnight R fue lanzado. Una versión de PlayStation 2 de Wangan Midnight fue lanzado el 21 de marzo de 2002. Era básicamente un puerto de origen de Wangan Midnight R.

### Wangan Midnight(2007)
En 2007 se lanzó una secuela del juego original para PlayStation 3 y PlayStation Portable (como Wangan Midnight Portable). Los juegos de PlayStation 3 y PlayStation Portable se relanzaron en 2008, bajo la etiqueta "Genki The Best". El juego no tiene nada que ver con los juegos de arcade y se centra principalmente en la historia del manga.
Wangan Midnight: C1 Runner (basado en el manga del mismo nombre que fue una secuela de las plataformas PlayStation 3 y PlayStation Portable) también fue lanzado por Genki.
En el lanzamiento, la revista Famitsu calificó la primera versión del juego para PlayStation 2 con 30 de 40.

### Wangan Midnight Maximum Tune
Wangan Midnight Maximum Tune (comercializado como Maximum Tune en Norteamérica), desarrollado por Bandai Namco Amusement (anteriormente desarrollado por Namco), es la serie de juegos de Wangan Midnight como la mayoría de los fanáticos lo saben. Lanzado originalmente el 6 de julio de 2004, Wangan Midnight Maximum Tune presenta un sistema de tarjeta, una física de conducción más indulgente y ágil, gráficos más coloridos, un sistema de carreras "punto A a punto B" más tradicional y un sistema de ajuste en el que los jugadores pueden sintonizar su automóvil hasta 800 hp (600 kW) completando 60, 80 o 100 etapas del modo Historia.

### Wangan Midnight Maximum Tune 2
Lanzado el 25 de abril de 2005, Wangan Midnight Maximum Tune 2 presenta el paso de montaña Hakone y aumentó la potencia máxima a 815.
El modo historia se ha renovado, ampliado a 80 etapas de 60 con la segunda mitad del modo historia siguiendo varios arcos de la historia del manga Wangan Midnight.
Cuando la tarjeta de un jugador caduca, puede usar la tarjeta caducada, ahora una "Tarjeta de vehículo descartada", para hacer hasta dos clones de su automóvil con todo lo que no sea el color del vehículo y el modo Historia progresar hasta la etapa 20 de reinicio.
Además, las carreras VS también se realizan en circuitos; el jugador principal que decida la próxima ruta en las bifurcaciones no vendrá hasta Wangan Midnight Maximum Tune 3.

### Wangan Midnight Maximum Tune 3
Lanzado el 18 de julio de 2007, Wangan Midnight Maximum Tune 3 expande el mapa de Tokio para incluir tramos más largos de las líneas Yokohane y Wangan, y agrega la línea Osaka Hanshin como un nuevo mapa.
El modo historia se renovó por completo y ahora está completamente integrado a las historias del manga original. Se presenta Ghost Battle, que permite a los jugadores dentro de la misma arcada competir contra oponentes de IA que representan carreras pasadas dentro del modo; ganar batallas en Ghost Battle le gana al jugador puntos de vestimenta que se pueden usar para hacer cambios cosméticos en su auto.
El modo VS ha sido revisado; en Tokio y Osaka, en lugar de competir en circuitos fijos, ciertos cruces permiten al jugador principal elegir la siguiente ruta.

### Wangan Midnight Maximum Tune 3 DX
Lanzado el 16 de diciembre de 2008, Wangan Midnight Maximum Tune 3 DX agrega el área del anillo de velocidad de Nagoya.
El modo historia se ha extendido a más de 100 etapas; junto con Wangan Midnight Maximum Tune 3 DX Plus, esto resulta en el ciclo de Modo Historia más largo y costoso (la próxima entrega para hacerlo es Wangan Midnight Maximum Tune 6, aunque muchos fanáticos también se sintieron aliviados al descubrir que las condiciones de desbloqueo para nuevos se cambiaron los tacómetros. En lugar de completar un ciclo de historia completo de principio a fin, sin sombrear, los jugadores pueden obtenerlos completando 100 capítulos de historia sin perder una sola vez. La potencia máxima se ha incrementado de 815 hp a 825 hp.

### Wangan Midnight Maximum Tune 3 DX Plus
Lanzado en Japón el 4 de marzo de 2010 y en Indonesia en mayo de 2010. Wangan Midnight Maximum Tune 3 DX Plus (estilizado como Wangan Midnight Maximum Tune 3DX +) es la última versión que admite tarjetas de datos de lectura / escritura patentadas. Wangan Midnight Maximum Tune 3 DX Plus agrega el área de la autopista urbana de Fukuoka.

### Wangan Midnight Maximum Tune 4
Lanzado en Japón, el 15 de diciembre de 2011, Australia, el 15 de diciembre de 2012, Indonesia, el 27 de noviembre de 2013 y China, en 2016, opera en el sistema System ES1, una versión mejorada del Sistema N2. La potencia máxima se ha incrementado de 825 hp a 830 hp.
Antes de Wangan Midnight Maximum Tune 4, es bastante común que un jugador tenga más de una tarjeta, ya que la tarjeta puede almacenar un automóvil por tarjeta. Esto se convirtió en cosa del pasado cuando Wangan Midnight Maximum Tune 4 abandonó las tarjetas magnéticas de las entregas anteriores a favor del sistema de identificación Bandai Namco; como los datos del jugador se almacenan en el servidor en lugar de en la tarjeta, no hay problema de que las tarjetas tengan datos limitados y, por lo tanto, el jugador puede tener hasta 100 autos en su perfil.
Wangan Midnight Maximum Tune 4 fue la primera entrega en utilizar la red de identificación de Bandai Namco y el correspondiente sistema de tarjeta Bana Passport (las tarjetas Bana Passport son tarjetas NFC de solo lectura y solo contienen la identificación de la tarjeta, y todos los datos del jugador se almacenan en la infraestructura de nube de Bandai Namco y el la tarjeta se usa para la autenticación del jugador. No es vulnerable al problema del desgaste de la tarjeta de los ciclos de lectura y escritura, como las tarjetas magnéticas), con todos los datos del jugador almacenados en el servidor. Las tarjetas Aime de SEGA también son compatibles con el juego, debido a que Namco y SEGA comparten la misma infraestructura en línea; a la inversa, las tarjetas Bana Passport se pueden usar en juegos con lectores Aime.
Esta funcionalidad de red permite a los jugadores competir con fantasmas de otras salas de juego, ver los registros del servidor cuando compiten en Time Attack y acceder a los datos del jugador desde la web. La Terminal Wangan (un gabinete complementario que permite a los jugadores cambiar las personalizaciones y la configuración del juego sin costo, y (dependiendo de la sala de juegos), puede vender tarjetas BanaPassport desactivadas a los jugadores (ya que las tarjetas BanaPassport se pueden comprar independientemente de los gabinetes Wangan Midnight Maximum Tune para jugar con otros juegos en la red, es común que las salas de juego solo carguen cartas en la Terminal Wangan y no en los gabinetes de juego, o ni siquiera carguen tarjetas y las vendan en persona a través del mostrador)).
Además de estos cambios dramáticos en la estructura de datos de los jugadores, el Modo Historia se redujo de 100 etapas a 60, los autos Porsche están oficialmente disponibles por primera vez fuera de Japón bajo la licencia RUF (existen en una forma vacía en Wangan Midnight Maximum Tune 2, pero todos los datos relacionados con ellos se borraron de Wangan Midnight Maximum Tune 3).
Se agregaron autos Chevrolet, convirtiéndolos en los primeros autos estadounidenses de la serie, y se han agregado algunas áreas nuevas: Yaesu loop dentro de C1 y la línea Yokohama.

### Wangan Midnight Maximum Tune 5
Lanzado en Japón, el 12 de marzo de 2014, Australia, el 22 de octubre de 2014, Indonesia, el 15 de diciembre de 2014 y América del Norte, el 8 de marzo de 2017. Wangan Midnight Maximum Tune 5 se distribuye como un kit de actualización para máquinas recreativas Wangan Midnight Maximum Tune 4.
Wangan Midnight Maximum Tune 5 agrega las líneas del subcentro Shibuya / Shinjuku e Ikebukuro, así como el monte. Taikan pasa, y presenta a otros dos fabricantes de automóviles, Audi y Dodge. Las versiones no japonesas tienen una gran cantidad de cambios: el juego usa el mismo hardware e interfaz que Wangan Midnight Maximum Tune 4; se agregaron algunos automóviles exclusivos y dos nuevos fabricantes de automóviles al eliminar algunos otros, y las líneas del subcentro no se agregaron a estas versiones. La versión estadounidense también está segregada de las regiones de Asia, saca dos autos más y se llama oficialmente Maximum Tune 5, sin la parte Wangan Midnight del título.
La versión japonesa de Wangan Midnight Maximum Tune 5 tiene algunas bandas sonoras exclusivas para sus menús. Si bien la banda sonora "Entry" para la versión japonesa de Wangan Midnight Maximum Tune 5 es completamente diferente, las versiones no japonesas de Wangan Midnight Maximum Tune 5 reutilizan la banda sonora "Entry" para Wangan Midnight Maximum Tune 4.
Sin embargo, una queja común sobre las versiones en inglés de Wangan Midnight Maximum Tune 5, que no agrega tanto contenido nuevo como la versión japonesa. Para muchos jugadores, también podría llamarse Wangan Midnight Maximum Tune 4 DX.

### Wangan Midnight Maximum Tune 5 DX
Lanzado a principios de Japón el 15 de diciembre de 2015, Wangan Midnight Maximum Tune 5 DX agrega la Ruta 3 de la Autopista Hanshin del área de Kobe como un área nueva. La versión asiática e Indonesia se lanzó el 2 de agosto de 2016 y la versión china se lanzó el 30 de enero de 2018.
Las versiones japonesas agregan dos fabricantes de automóviles extranjeros más que solo están disponibles en versiones en el extranjero de Wangan Midnight Maximum Tune 5. El curso de Ikebukuro fue rediseñado debido al cierre de una carretera a lo largo de su ruta. La versión no japonesa de Asia agrega parte del contenido que desapareció en Wangan Midnight Maximum Tune 5, incluidas las líneas de subcentros mencionadas anteriormente, y utiliza hardware ESA3 y la interfaz se actualizó.
Debido a la segregación regional, la versión china omitió Wangan Midnight Maximum Tune 5 a favor de Wangan Midnight Maximum Tune 5 DX.

### Wangan Midnight Maximum Tune 5 DX Plus
Lanzado en Japón, el 15 de diciembre de 2016, Asia, el 19 de julio de 2017 e Indonesia, el 5 de octubre de 2017, Wangan Midnight Maximum Tune 5 DX Plus (estilizado como Wangan Midnight Maximum Tune 5DX +) agrega dos nuevos fabricantes de automóviles (a saber, Lamborghini (italiano) y Honda (japonés) y la autopista Hiroshima.

### Wangan Midnight Maximum Tune 6
Lanzado en Japón el 12 de julio de 2018, Wangan Midnight Maximum Tune 6 agrega a Porsche como un nuevo fabricante de automóviles (que reemplazó a RUF, después de que la licencia exclusiva de Porsche de 16 años con Electronic Arts desde 2000 había expirado), renovó el Dress-Up partes, un aumento en la potencia máxima de 830 a 840, actualizaciones del modo Historia que lo extienden de 60 a 100 etapas, más similar a Wangan Midnight Maximum Tune 3 DX Plus. Wangan Midnight Maximum Tune 6 también reintroduce nuevos rivales que aparecieron en Wangan Midnight Maximum Tune 3 DX y Wangan Midnight Maximum Tune 3 DX +.
Wangan Midnight Maximum Tune 6 también presenta batallas de fantasmas de 4 vías, mediante las cuales los jugadores pueden elegir de uno a tres fantasmas en línea para luchar. La selección se puede hacer en la Terminal Wangan o en la aplicación Wangan Navigator.
Wangan Midnight Maximum Tune 6 también abandonó a Maxi G en favor de un sistema similar al del sistema original de Dress-Up. Además, Wangan Midnight Maximum Tune 6 toma que el almacenamiento de la tarjeta Bana Passport se duplicó, a 200 autos por tarjeta.
El anuncio de que Wangan Midnight Maximum Tune 6 aumentaría el número de capítulos en el modo Historia de 60 a 100, no fue muy bueno para los fanáticos, así como el hecho de que aquellos que ya terminaron la historia, tendrían que terminarlo nuevamente para pase de 830 hp en Wangan Midnight Maximum Tune 5 DX Plus, a 840 hp en Wangan Midnight Maximum Tune 6.
Sin embargo, cuando salió el juego, se reveló que el jugador necesita llegar a la Etapa 80 para alcanzar el límite de 840 hp, lo que provocó un suspiro de alivio de los fanáticos.
Después de la gran cantidad de reacción recibida al restablecer el progreso del vestuario en todos los ámbitos en Wangan Midnight Maximum Tune 6, y reemplazar los aero-sets más antiguos con nuevos aero-sets, Bandai Namco anunció que volverían a agregar los ocho aero. -conjuntos de Wangan Midnight Maximum Tune 5 DX Plus, en una actualización posterior en Wangan Midnight Maximum Tune 6.
Una aplicación complementaria paralela, Wangan Navigator, se lanzó a iOS App Store y Google Play Store en julio y agosto de 2019.

### Wangan Midnight Maximum Tune 6R
Lanzado en Japón el 21 de enero de 2020, Wangan Midnight Maximum Tune 6R es la primera entrega de la serie Wangan Midnight Maximum Tune que utiliza el sufijo R (como en Wangan Midnight y Wangan Midnight R) en lugar del sufijo DX (Wangan Midnight Maximum Tune 3 DX y Wangan Midnight Maximum Tune 5 DX).